# ОШ „Ћирило и Методије” Београд
ОШ „Ћирило и Методије” једна је од основна школа која се налази у градској општини Звездара.

## Опште информације
Почетак рада школе датира од 1927. године са именом „Ћирило и Методије”, које се више пута мењало. Школа је стационирана у улици Учитељска 58 у Учитељском насељу. Налази се на површини од 5500 м2, настава се реализује у 11 учионица разредне наставе од I до IV разреда, укључујући 18 кабинета предметне наставе за старије разреде. Школа ради у две смене и има нешто мање од 1000 ђака распоређених у 36 одељења. Школско двориште је ограђено, а у оквиру њега налазе се спортски терени.
Школа је била укључена у многе пројекте Министарства просвете и локалне самоуправе, „Школа без насиља“, Инклузија, „Професионална пракса на прелазу у средњу школу“ и друге.

## Историјат
Због урбаног насељавања данашњег Учитељског насеља, постојала је потреба за изградњом школе. Школске 1927/28. године Министарство просвете доноси решење којим се на Врачарском пољу отварају два комбинована одељења четворогодишње основне школе, а настава се изводи у четири у ту сврху изнајмљене приватне куће. То су биле Жицкова кафана у улици Живка Давидовића, кућа у улици Љубе Давидовића 49, кућа у Булевару краља Александра 340, а четврта је била у улици Воје Вељковића 2, у којој је у послератном периоду, све до осамдесетих година, била кафана Дуга, касније названа Орфеј.
Године 1930. започета је изградња нове школске зграде на земљишту које су поклонили Живко и Настасија Давидовић, а која је 4. новембра 1931. године одлуком Министарства просвете добила назив Државна народна школа Ћирило и Методије. Када је Врачарско поље постало београдска општина, 1932. године, уз помоћ ђака и родитеља школа је завршена, а први ученици у њу примљени су током школске 1932/33. године. Године 1936. школа је надограђена са још шест учионица са пратећим просторијама, а две године касније у оквиру школе отворено је забавиште и два помоћна одељења. У том периоду у школи су се учили предмети као што су народни језик, рачун, веронаука, земљопис, историја, познавање природе и практична привредна знања, певање, телесно вежбање, цртање, ручни рад и лепо писање.
На почетку Другог светског рата, школа је имала 22 одељења од првог до четвртог разреда, са два одељења забавишта. Прекид наставе трајао је од априлског бомбардовања Београда до септембарског почетка нове школске године. Као и већина других у Београду, школа је служила као касарна, народна кухиња, болница, а уједно и као школа. Многи ученици школе су погинули, па је у новембру 1944. године школа имала само 16 одељења.
Од 20. маја 1945. године школа је носила назив Основна школа бр. 21. док током школске 1948/49. постаје осмогодишња и мења име у Осмољетка број 5. Данашњи назив, школа је добила током школске 1953/54. године.